# Central térmica Solar Ashalim
La central eléctrica Ashalim es una central de generación eléctrica solar en el desierto de Negev cerca del kibutz de Ashalim, al sur de la ciudad Be'er Sheva en Israel. Es una empresa conjunta entre Brightsource y Alstom. La central tenía la torre central solar más alta en el mundo con una altura de 260 metros incluyendo la caldera pero fue superada recientemente por la torre central solar de 262 metros de alto del Parque Solar Mohammed bin Rashid Al Maktoum.
La estación tiene una capacidad instalada de 121 megavatios, concentrando 50,600 heliostatos controlados por computadora suficientes para abastecer de energía a 120,000 casas. La producción de electricidad comenzó en septiembre de 2019, produciendo 320 GWhr de energía por año. La torre solar utiliza sal fundida para permitir que la planta opere hasta 4.5 horas después del ocaso.
Cuando las siguientes fases del proyecto sean completadas, la estación combinará 3 clases de energía: energía solar térmica, energía fotovoltaica, y gas natural. Una planta fotovoltaica de 30MW está planeada, y una segunda central térmica también será construida.

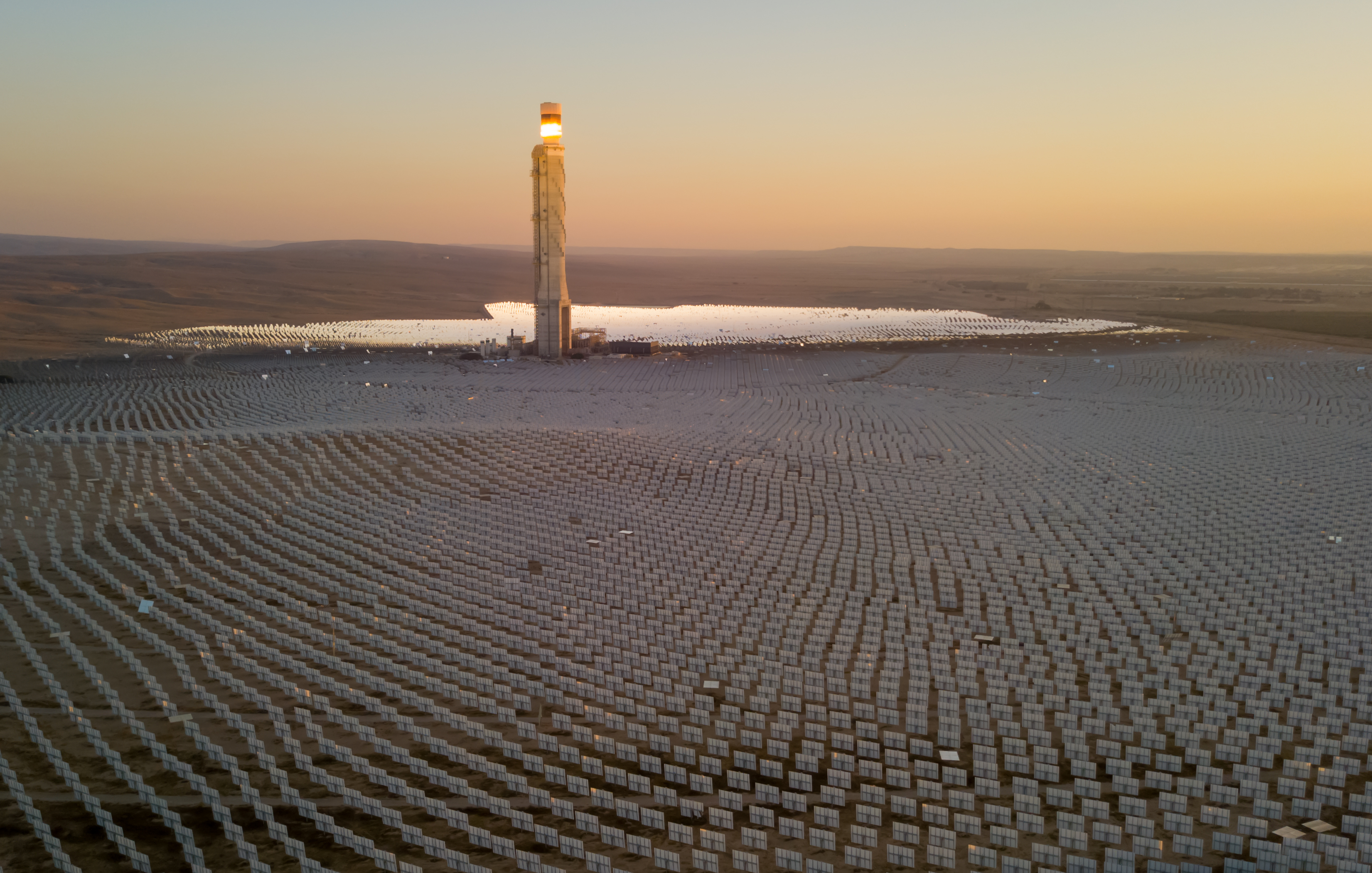
Vista panorámica de Ashalim

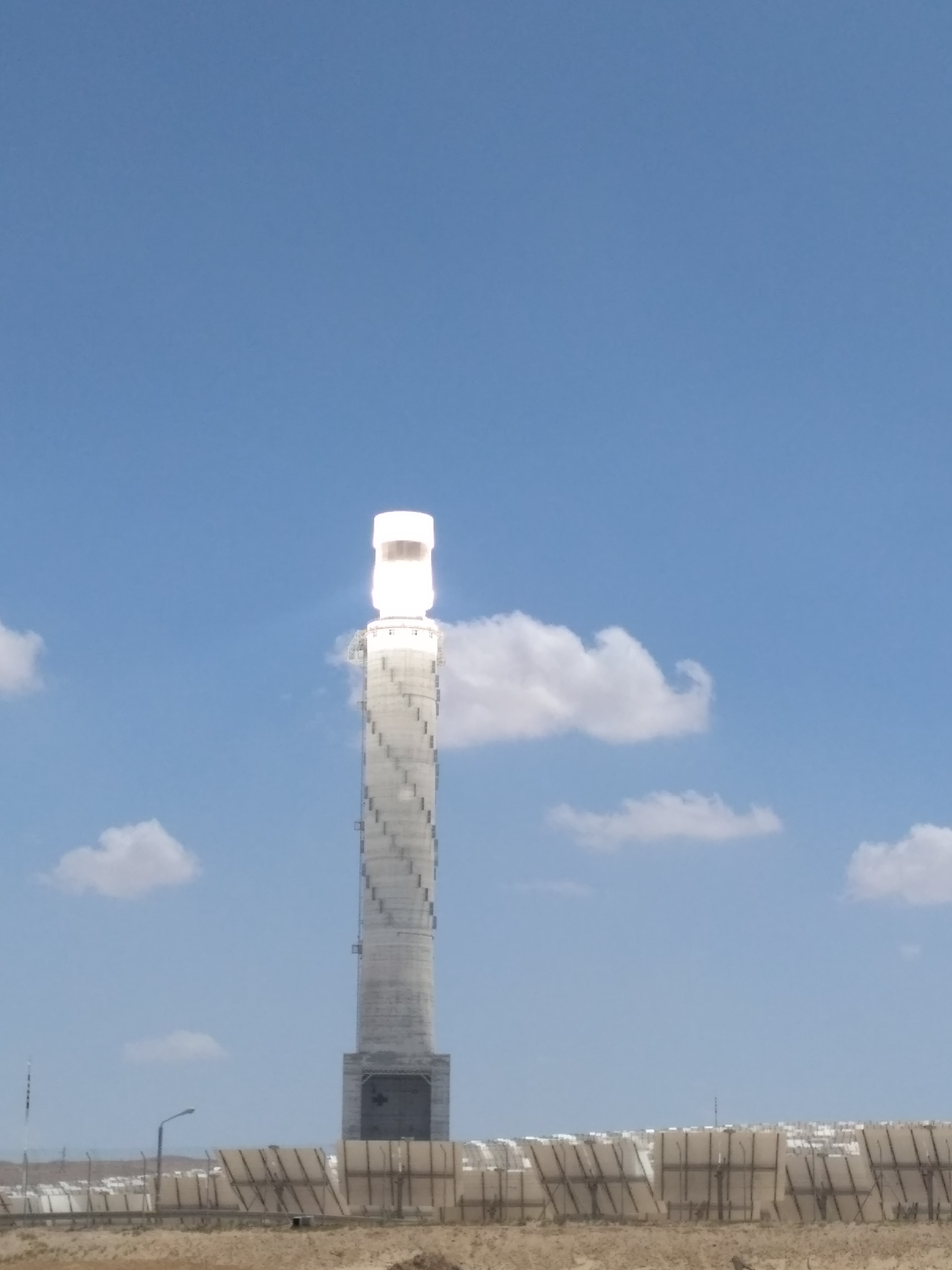
Torre de la Central Ashalim

## Razones para construir la central eléctrica

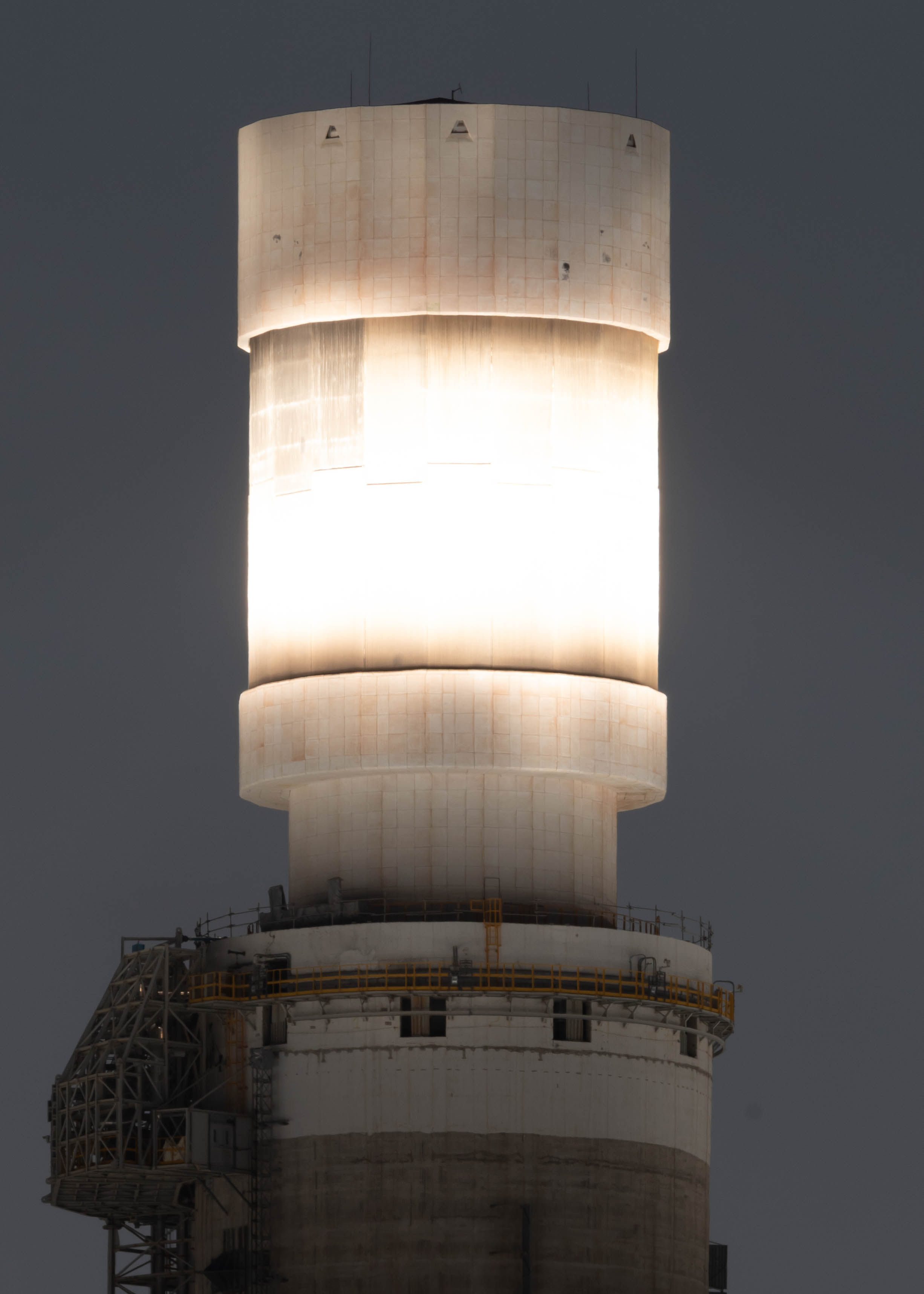
Invierno 2018

Según una nota de prensa del Ministerio de Energía y Recursos Hídricos de Israel, la construcción tiene varias motivaciones:
1. Motivación económica: reduciendo importaciones equilibrando así el comercio y liberando moneda extranjera.
2. Motivación política: reduciendo estratégicamente la dependencia de fuentes de energía extranjeras.
3. Motivación medioambiental: reduciendo niveles de contaminación.
4. Motivación científica: alentando a la ciencia y la tecnología locales, adaptando tecnologías nuevas del extranjero.